# Amagon
Amagon – miasto w Stanach Zjednoczonych, w stanie Arkansas, w hrabstwie Jackson.